# (5463) Danwelcher
(5463) Danwelcher (1985 TO) – planetoida z grupy pasa głównego asteroid okrążająca Słońce w ciągu 3,37 lat w średniej odległości 2,25 j.a. Odkryta 15 października 1985 roku.